# Sindrome HELLP
La sindrome HELLP è una patologia correlata alla gravidanza potenzialmente letale, considerata spesso una variante o una complicanza della preeclampsia. 
Entrambe, infatti, possono insorgere nelle fasi tardive della gravidanza e talvolta dopo il parto. 
"HELLP" è un acronimo, in lingua inglese, delle tre componenti principali della sindrome:
- Hemolysis (emolisi)
- Elevated Liver enzymes (aumento degli enzimi epatici)
- Low Platelet count (riduzione del numero di piastrine circolanti o trombocitopenia).

## Segni e sintomi
La sindrome HELLP di solito insorge nel terzo trimestre di gravidanza; in rari casi prima, anche alla ventunesima settimana. Spesso le donne in cui si manifesta la HELLP hanno già un'ipertensione gravidica nota o segni indicativi di preeclampsia (pressione arteriosa elevata e proteinuria). 
Nell'8% circa dei casi riportati la sindrome è insorta dopo il parto. 
Spesso nelle donne colpite da sindrome HELLP le condizioni generali non sembrano particolarmente compromesse.
Tra i sintomi più precoci si riportano:
- Nel 90% dei casi, un dolore epigastrico descritto come "bruciore di stomaco" o dolore al quadrante superiore destro dell'addome.[3][4]
- Nel 90% dei casi malessere generale[4]
- Nel 50% dei casi nausea o vomito[4]

Può esserci inoltre una graduale insorgenza di cefalea nel 30% dei casi, sensazione di visione offuscata e parestesie sotto forma di formicolio alle estremità. 
L'ipertensione arteriosa, condizione necessaria per la diagnosi, può essere moderata. 
Fra le complicanze più gravi vi è la rottura della capsula epatica con conseguente ematoma, mentre la comparsa di convulsioni o coma indica evoluzione in eclampsia. La coagulazione intravascolare disseminata si osserva in circa il 20% dei casi di HELLP e nell'84% dei casi di HELLP complicati da insufficienza renale acuta. L'edema polmonare compare nel 6% di tutti i casi di HELLP e nel 44% di quelli con insufficienza renale acuta.
Una donna con segni di HELLP rischia di non ricevere la diagnosi giusta in tempo utile. Ciò aumenta il rischio di insufficienza epatica e di altre complicanze.
Raramente nelle donne sottoposte a taglio cesareo possono comparire segni e sintomi di shock che mimano un'embolia polmonare o un'emorragia.

## Trattamento
L'unico trattamento efficace è rappresentato dall'induzione del parto appena possibile.
Per il trattamento della sindrome sono stati utilizzati diversi farmaci, ma al momento non vi è un'evidenza certa che il solfato di magnesio riduca il rischio di convulsioni e la progressione in eclampsia. 
La coagulazione intravascolare disseminata (CID) va trattata con infusioni di plasma fresco congelato per rimpiazzare i fattori della coagulazione del sangue. 
In caso di grave anemia possono essere necessarie emotrasfusioni. 
Nei casi più lievi può essere sufficiente una terapia con corticosteroidi e farmaci antipertensivi come labetalolo, idralazina e nifedipina. Una review del 2009 non ha riscontrato alcuna evidenza dell'efficacia del trattamento steroideo e anche in un'altra revisione della letteratura condotta nel 2010 dalla Cochrane Collaboration si legge che "non vi è evidenza chiara degli effetti dei corticosteroidi sul decorso clinico" né per la madre né per il nascituro.
Spesso è necessaria una somministrazione di fluidi per via endovenosa. 
In caso di emorragia epatica si può praticare un'embolizzazione; si tratta comunque di un'evenienza potenzialmente fatale. 